# Amrat Cola
Amrat Cola est une marque de cola fabriqué par le Pakistan Mineral Water Bottling Plant.

## Référence
- (en) Cet article est partiellement ou en totalité issu de l’article de Wikipédia en anglais intitulé « Amrat Cola » (voir la liste des auteurs).